# Calle San Martín (Buenos Aires)
La calle San Martín es una arteria vial que recorre el casco histórico de la ciudad de Buenos Aires, Argentina. Es también una de las calles más importantes de la city financiera porteña.

## Toponimia
Esta calle homenajeaba originalmente a Martín de Tours, patrono de la ciudad, pero en 1857 pasó a homenajear a José de San Martín, sin cambiar su nombre.

## Características
Con recorrido sur - norte, esta calle pasa por dos de los barrios más antiguos de Buenos Aires: San Nicolás (antigua parroquia de Catedral al Norte) y Retiro. Es una de las primeras calles de la ciudad, siendo trazada en 1580 por su fundador, el adelantado don Juan de Garay. Por su cercanía con la Catedral y la plaza mayor, se instalaron las primeras familias de Buenos Aires, que se transformaron con el paso de los años en el patriciado porteño. Parte de uno de los extremos de la Plaza de Mayo y llega al Puerto Nuevo.
Pasa a metros de los accesos de la estación Catedral de la línea D del subte de Buenos Aires, pero no la recorre ninguna línea de colectivos en la mayor parte de su traza, a pesar de su ubicación céntrica.

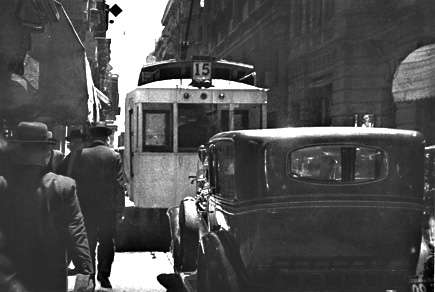
Tránsito embotellado, ya en el año 1936.

En junio de 2012, se divulgó un plan del Gobierno de la Ciudad para transformar en peatonal la mayor parte de la calle San Martín, entre la Plaza de Mayo y la Avenida Córdoba.

## Recorrido
Partiendo del extremo noroeste de la Plaza de Mayo, la calle San Martín pasa por el costado de la Catedral Metropolitana (su aspecto actual data de 1862), de particular estilo neoclásico debido al enfrentamiento del gobernador de Buenos Aires en el momento del inicio de su construcción, Bernardino Rivadavia, con la iglesia. En este detalle recuerda a la Madeleine parisina.
Sobre la Diagonal Norte (Av. Pres. Roque Sáenz Peña) está en el n.º 501 el edificio construido para el Banco Argentino Uruguayo, hoy una de las sedes de la Jefatura de Gabinete de la Nación. Fue proyectado por el arquitecto Eduardo Le Monnier, en 1926.

### LaCityPorteña
Rápidamente la calle se introduce en el centro financiero de Buenos Aires, y por varias calles prácticamente todos los edificios son ocupados por instituciones financieras. En la esquina de la calle Bartolomé Mitre se encuentran las primeras casas matrices fastuosas: la del First National City Bank of New York (arqs. Aberastain Oro y Dudley, año 1929) hoy ocupada por el Citibank, la del Banco Río de la Plata (Estudio Mario Roberto Álvarez y Asociados, año 1983) hoy ocupada por el Banco Santander Río, y dos edificios que pertenecen al Banco de la Provincia de Buenos Aires. El primero es el proyectado por el Estudio Sánchez, Lagos y de la Torre y terminado en 1942, recubierto en mármol; y el segundo es una torre, obra de los arquitectos Estrada, Alonso y Montes de Barani, terminada en 1984.
En la segunda cuadra de la calle San Martín está el alto Edificio San Martín 128 (Estudio Mario Roberto Álvarez y Asociados, 1979) y la antigua Galería Güemes (arq. Francesco Gianotti, 1915), uno de los primeros edificios en altura de Buenos Aires. Ambos edificios alojan al Banco Supervielle. En la esquina con la calle Tte. Gral. Juan D. Perón están la ex sede del Banco Francés e Italiano para la América del Sur (arq. Mario Palanti, 1920) que hoy aloja al Banco Patagonia; y la pequeña torre construida para el Bank of America (Estudio Mario R. Álvarez y Asociados y Estudio Aslan, Ezcurra y Asociados, 1968) que hoy es sucursal del Banco Hipotecario. En el terreno contiguo se alza el antiguo primer edificio de la Bolsa de Comercio (arqs. Hunt y Schroeder, 1862), actual Museo Numismático. En la vereda de enfrente, domina el edificio del Banco Central (arqs. Lanús y Woodgate, 1940) y su anexo, antiguo edificio de la compañía de seguros La Inmobiliaria (arq. Gino Aloisi, 1920). En Sam Martín 244 se aprecia el contrafrente del ex Gran Cine Florida, edificio art decó actualmente usado como oficinas, obra de Jorge Kálnay.
Enfrente, en el n.º 336 está la casa que habitó el presidente Bartolomé Mitre (1862-1868), y que data del siglo XVIII. Hoy funciona allí el Museo Mitre. En el terreno contiguo se encontraba el edificio del diario La Nación (fundado por Mitre en 1870), que fue demolido. Hoy allí se levanta la Torre San Martín 344, del Estudio Mario R. Álvarez y Asociados, terminada en 2001, con 135 metros de altura.
En la esquina de la calle Sarmiento se alza la torre del Banco do Brasil (arqs. Raña Veloso, Álvarez, Forster, 1977), y en la de la Avenida Corrientes, el Edificio Transradio (arq. Alejandro Christophersen, 1940). La Secretaría de Ambiente y Desarrollo Sustentable de la Nación funciona en el n.º 459, y la Escuela Pública n.º 13 D.E. 1 "General San Martín", en el n.º 456. En el n.º 579 está la antigua casa que habitó la familia del presidente Julio Argentino Roca (1880-1886 y 1898-1904), en el cruce con la calle Tucumán, el edificio de la Caja Nacional de Jubilaciones y Pensiones de Empleados Ferroviarios (arq. Enrique Charnoudie, 1928), y en la esquina opuesta sobrevive una casa colonial de dos plantas sin ochava.

### Retiro
En la manzana entre la calle Viamonte y la Avenida Córdoba hay sendas edificaciones imponentes a cada lado. En la acera oeste, el edificio construido para la tienda Au Bon Marché en 1891 (arqs. Seeber y Bunge) donde funcionan desde 1990 las Galerías Pacífico y el Centro Cultural Borges, y el Hotel Esplendor Buenos Aires (antes Hotel Phoenix). En la  este, la Iglesia Santa Catalina de Siena, que data de 1745. En la esquina de la avenida Córdoba está la alta torre de la Galería de las Catalinas. En la siguiente manzana -ya dentro del barrio de Retiro- está la parte trasera de la gran tienda Harrods, inaugurada en 1914 y cerrada desde 1998.
En la manzana entre las calles Marcelo T. de Alvear y Dr. Ricardo Rojas hay un grupo de importantes construcciones. La primera es el Plaza Hotel (arq. Alfred Zucker, 1909), la segunda es el Edificio Kavanagh (Estudio Sánchez, Lagos y De la Torre, 1936, con 120 metros de altura) y la última es la Basílica del Santísimo Sacramento (arqs. Coulomb y Chauvet, 1916).
A partir de esta manzana, la calle se ensancha,  tuerce hacia el noroeste y bordea la Plaza General San Martín, antiguo sitio con mucha historia: fue residencia del gobernador Agustín de Robles, sede de una compañía negrera inglesa, plaza de toros, campo de entrenamiento del Regimiento de Granaderos y arsenal de guerra. Su aspecto actual data de 1932, cuando se la amplió abarcando la barranca del Río de la Plata, que la calle San Martín baja, cruzando la Avenida Leandro N. Alem y pasando entre la Plaza Fuerza Aérea Argentina (sitio de la Torre Monumental y el Sheraton Buenos Aires Hotel (Estudio SEPRA, 1972), primer edificio del conjunto Catalinas Norte.
Numerosas líneas de autobuses utilizan este tramo de la ancha calle para acceder a las dársenas de pasajeros en el frente de las terminales ferroviarias de Retiro (ferrocarriles Mitre, Belgrano Norte y San Martín). En la Plaza Canadá está el Tótem Kwakiutis, donado por Canadá en reemplazo de un tótem anterior destruido en 2008 por el Gobierno de la Ciudad.
Al cruzar la Avenida Antártida Argentina, la calle San Martín cambia su nombre por Avenida Comodoro Py e ingresa en la zona portuaria y de los Tribunales Federales.

## Galería de imágenes

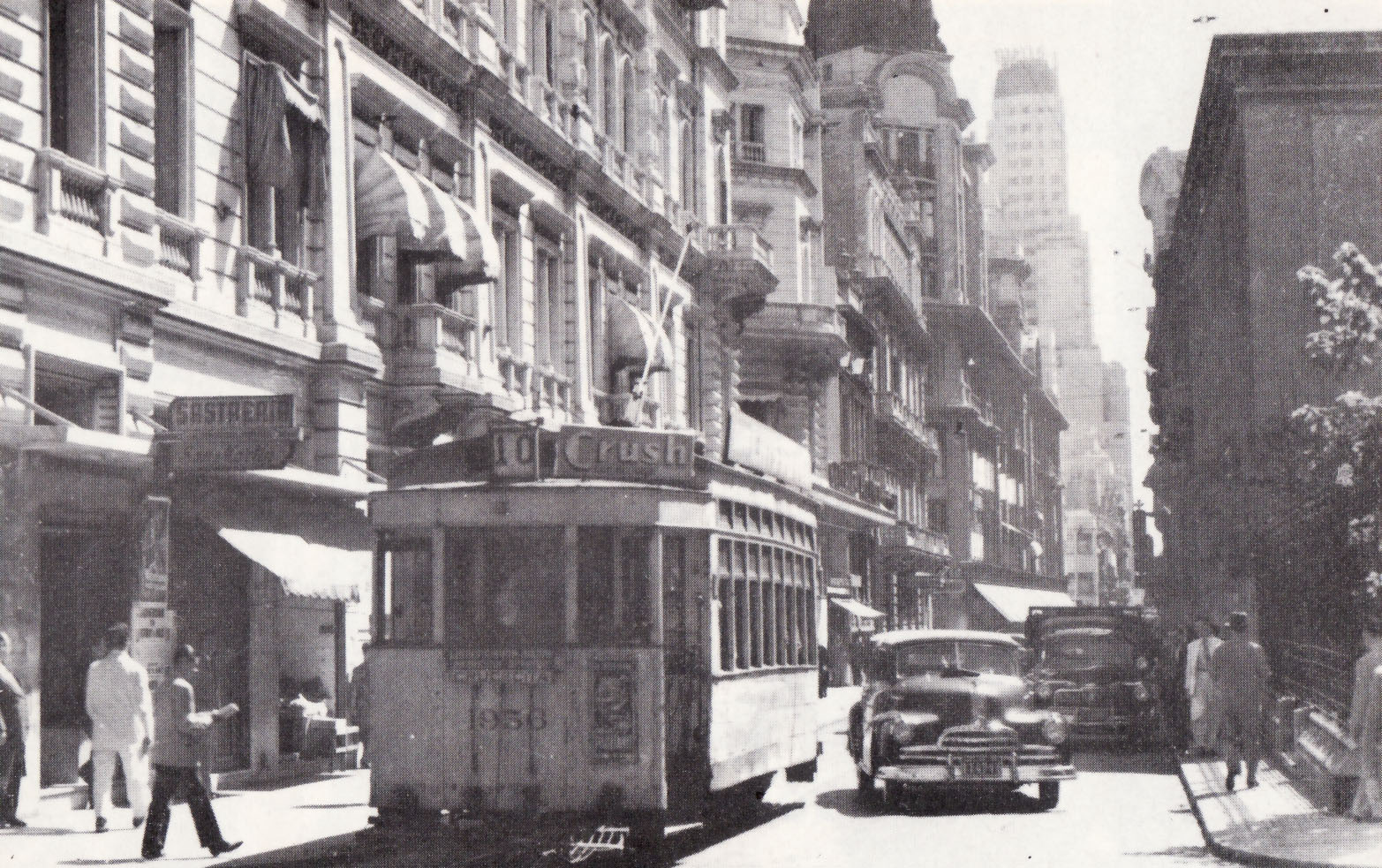
Esquina con la calle Viamonte (hacia 1940)
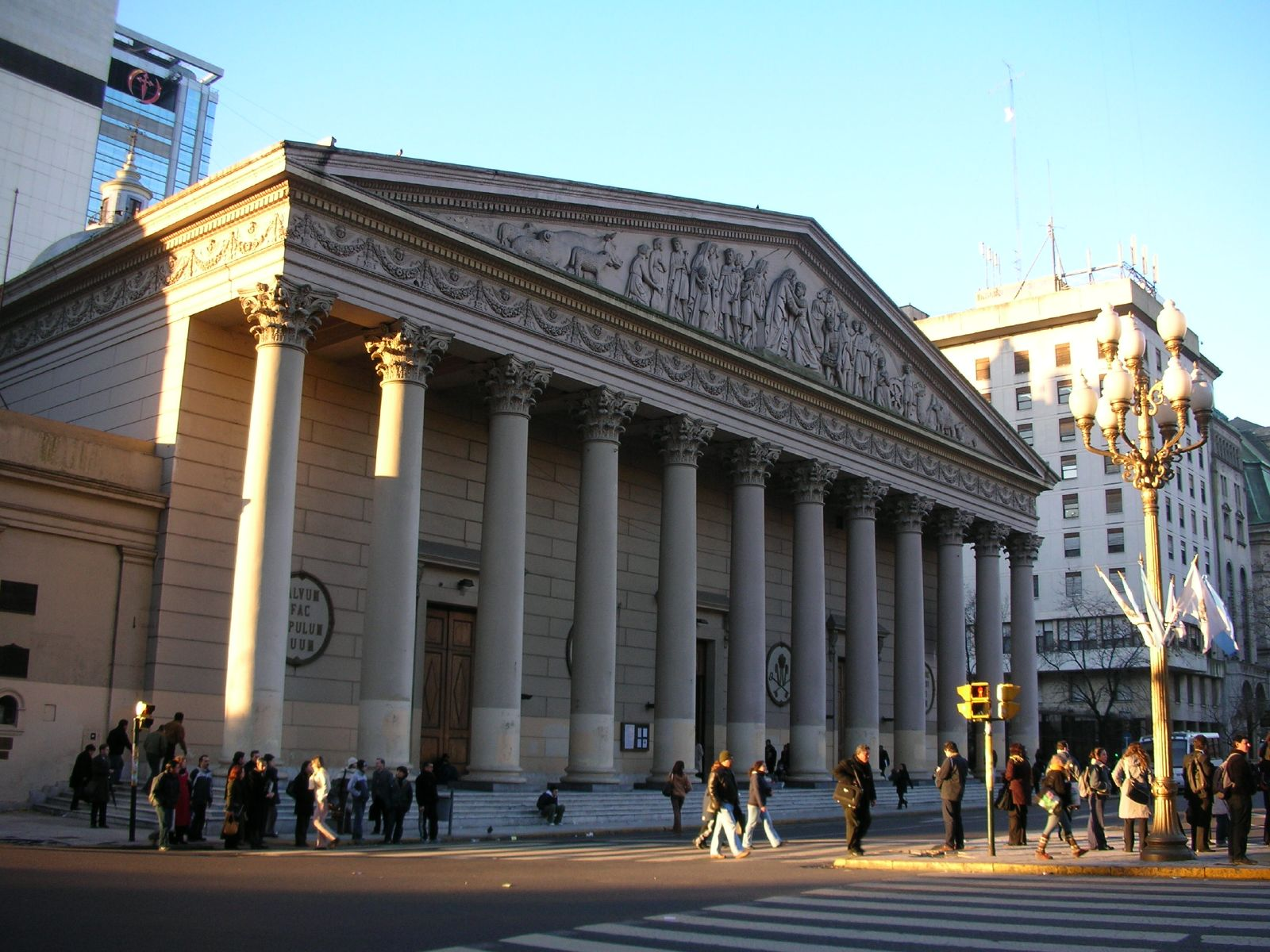
La Catedral Metropolitana.
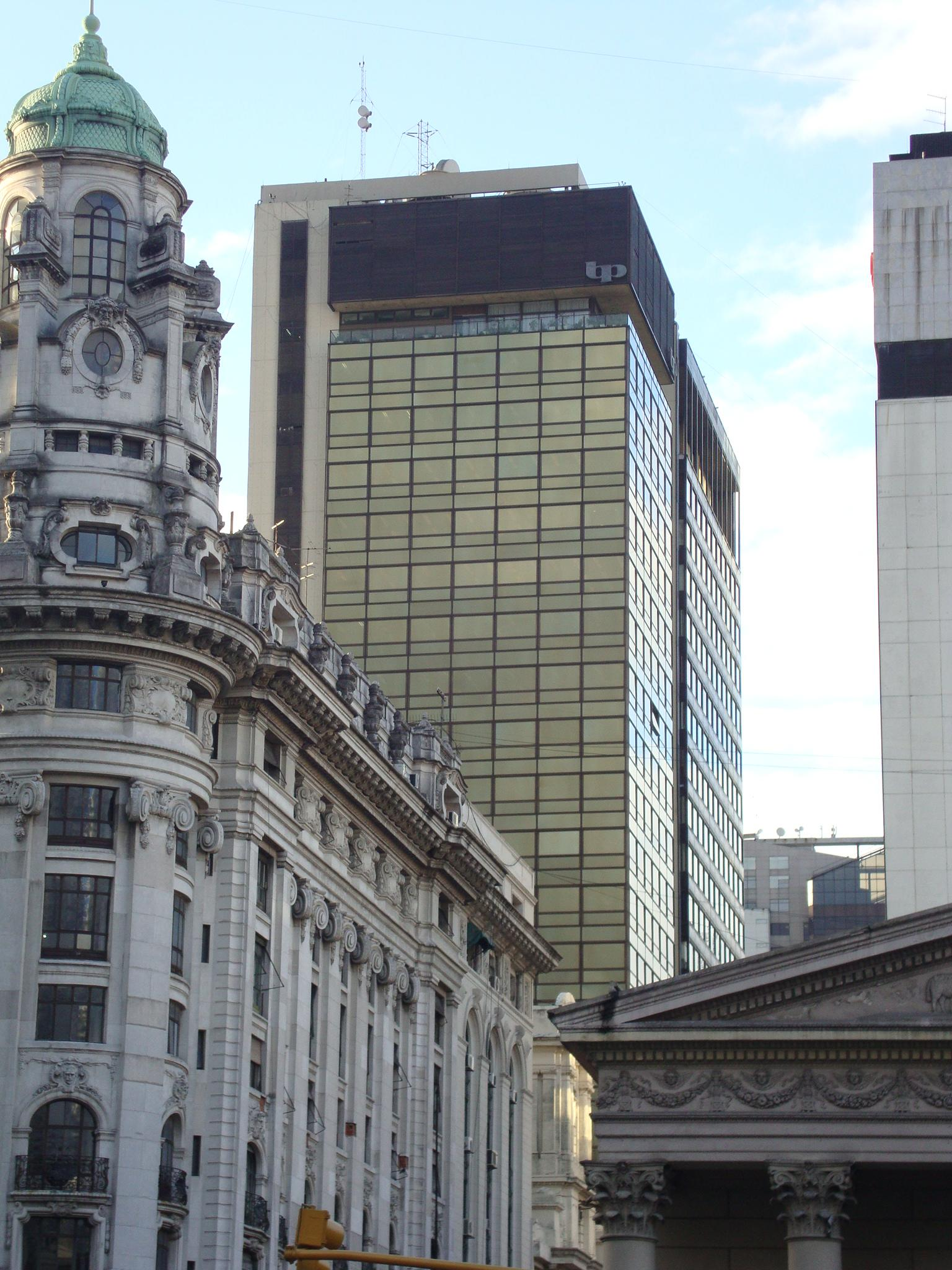
La Torre del Banco Provincia de Buenos Aires (BAPRO).
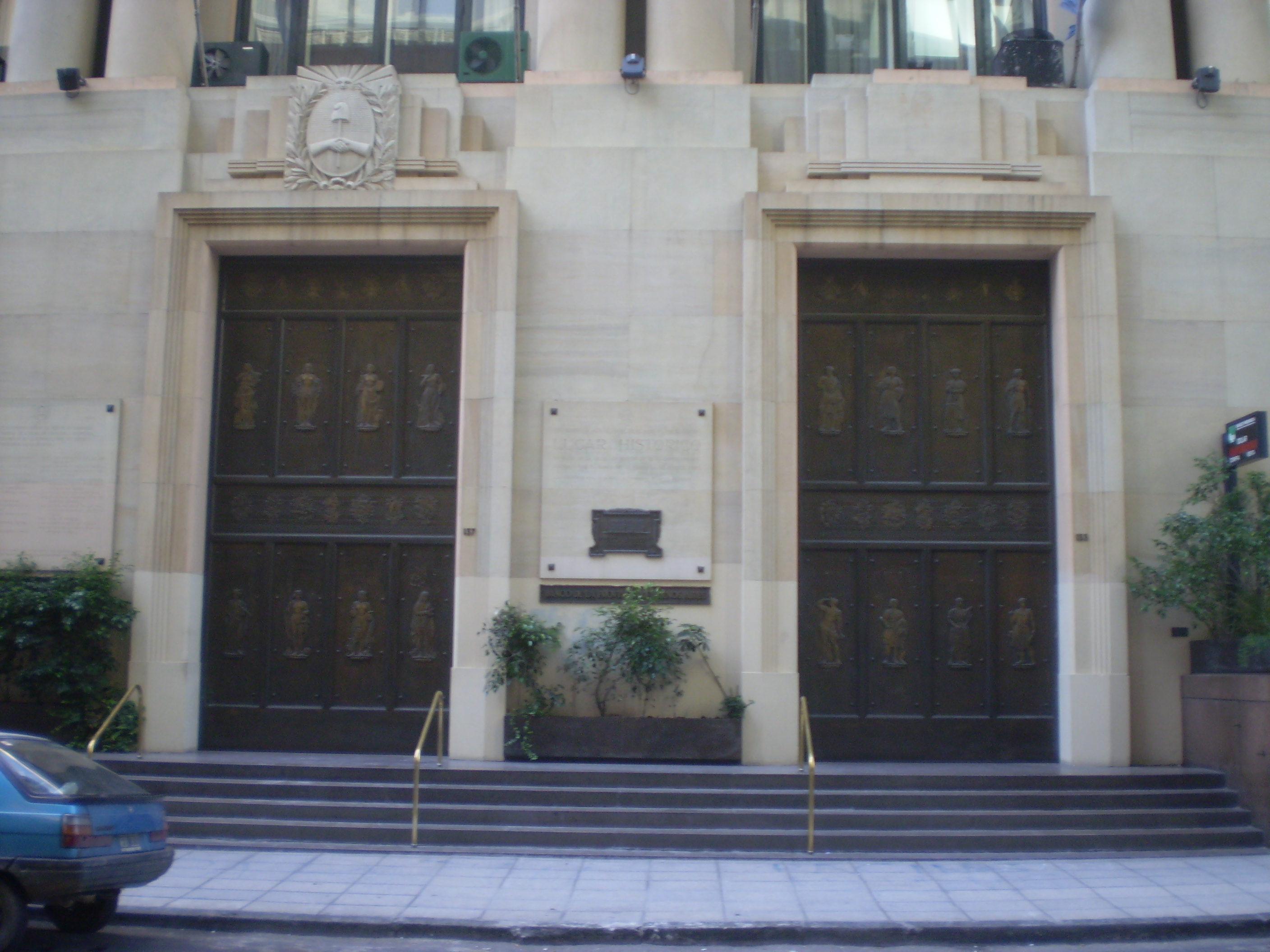
Edificio del Banco Provincia.
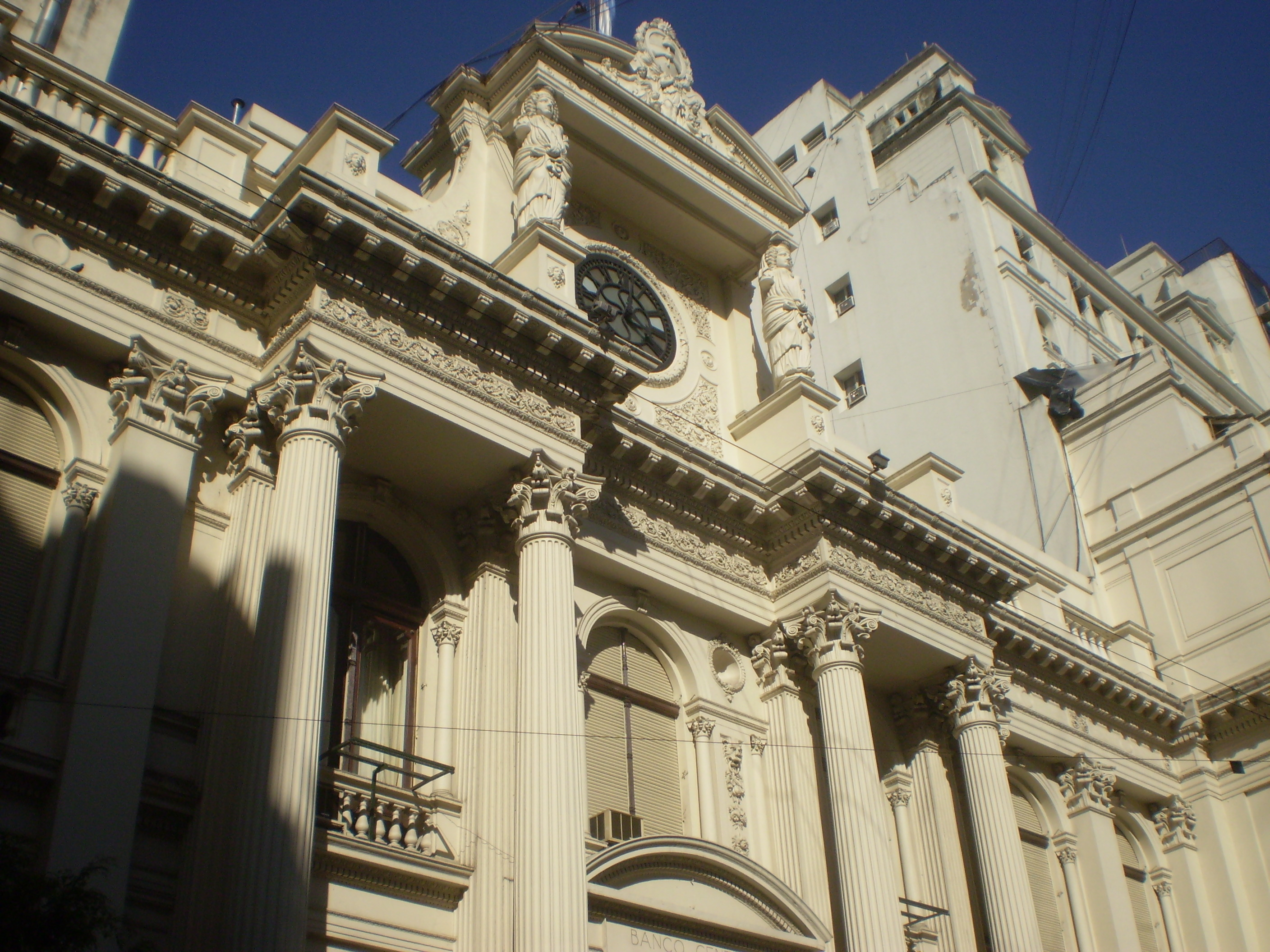
Banco Central (BCRA).
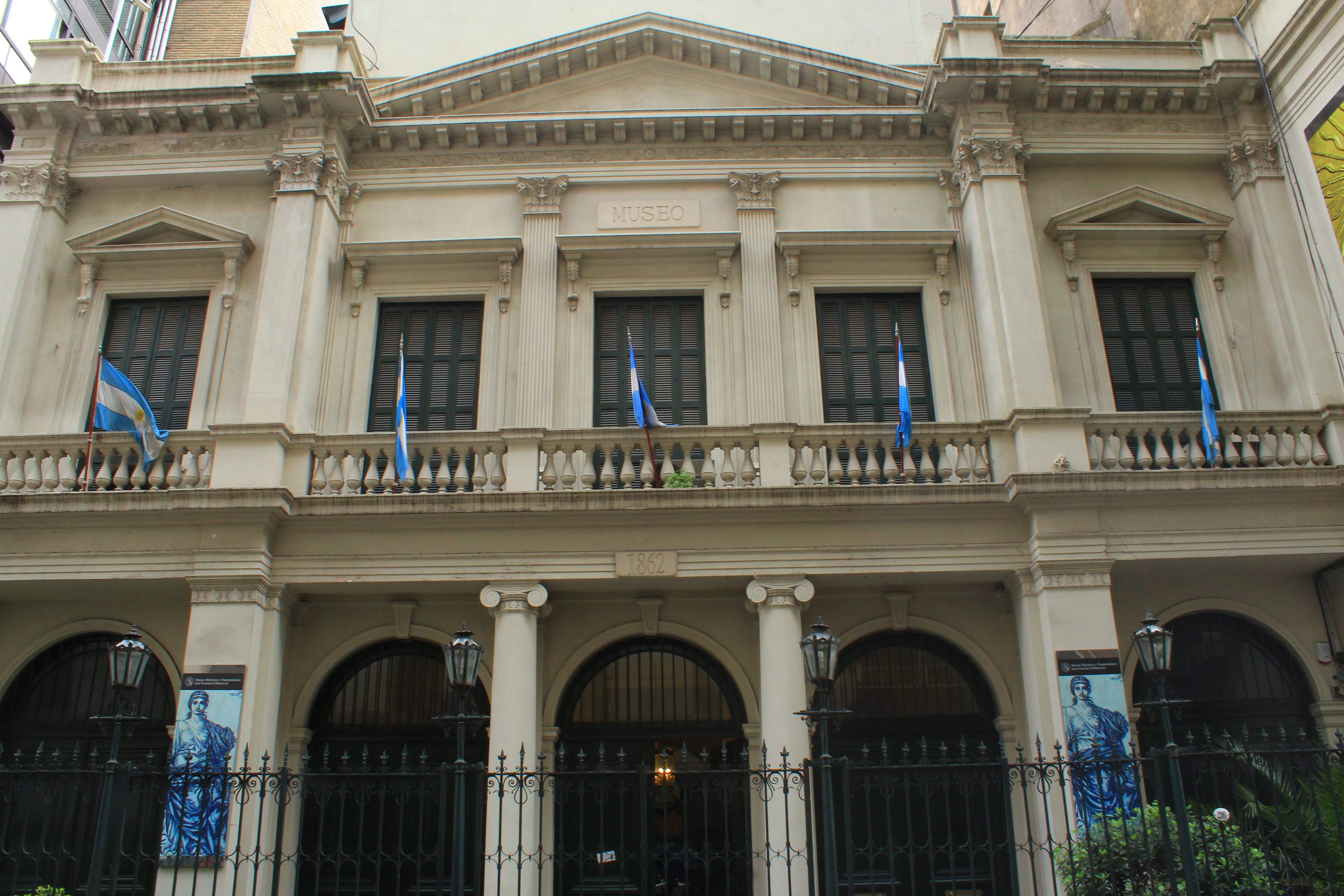
Antigua sede de la Bolsa de Comercio.
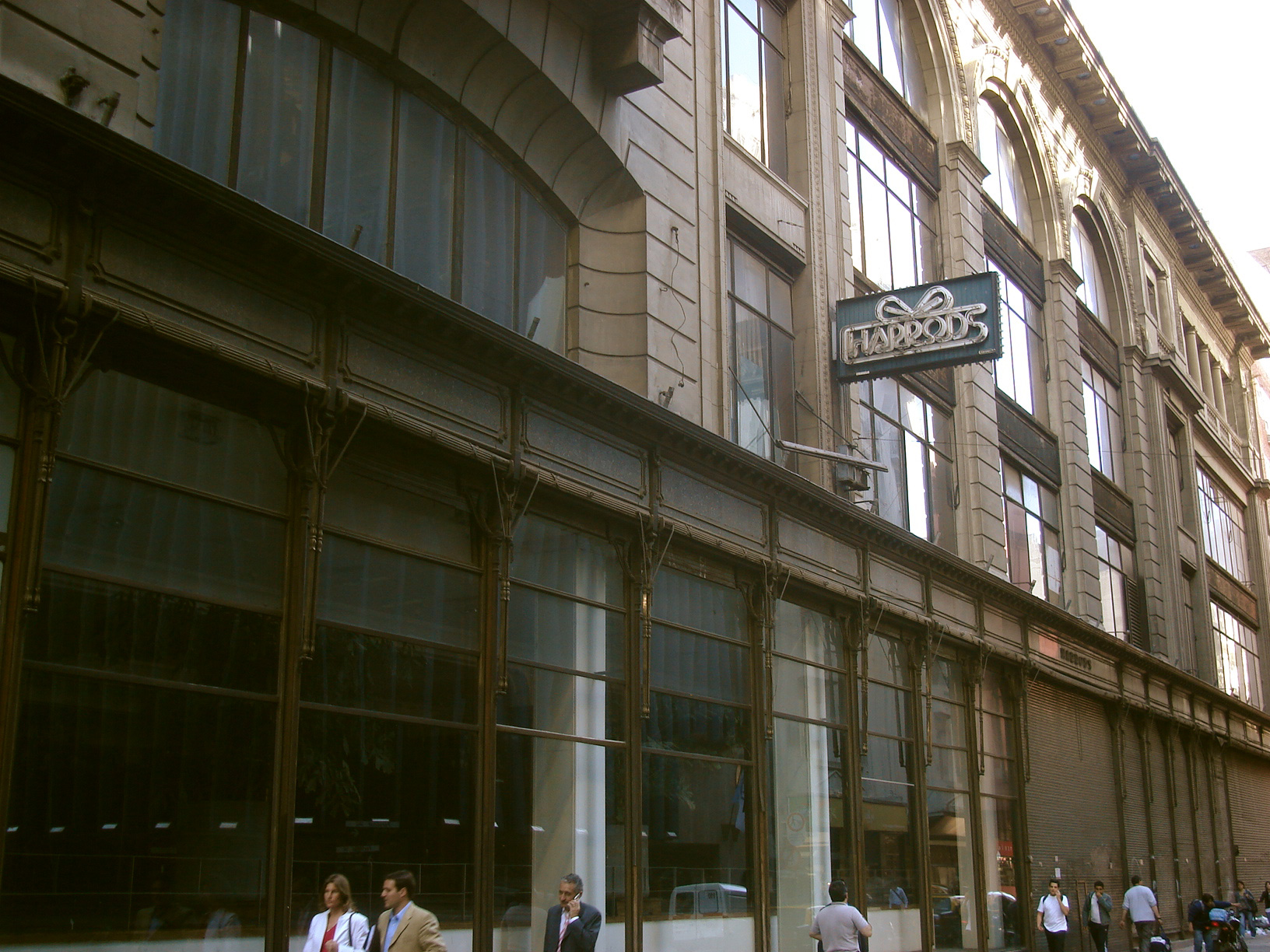
Tienda Harrods.
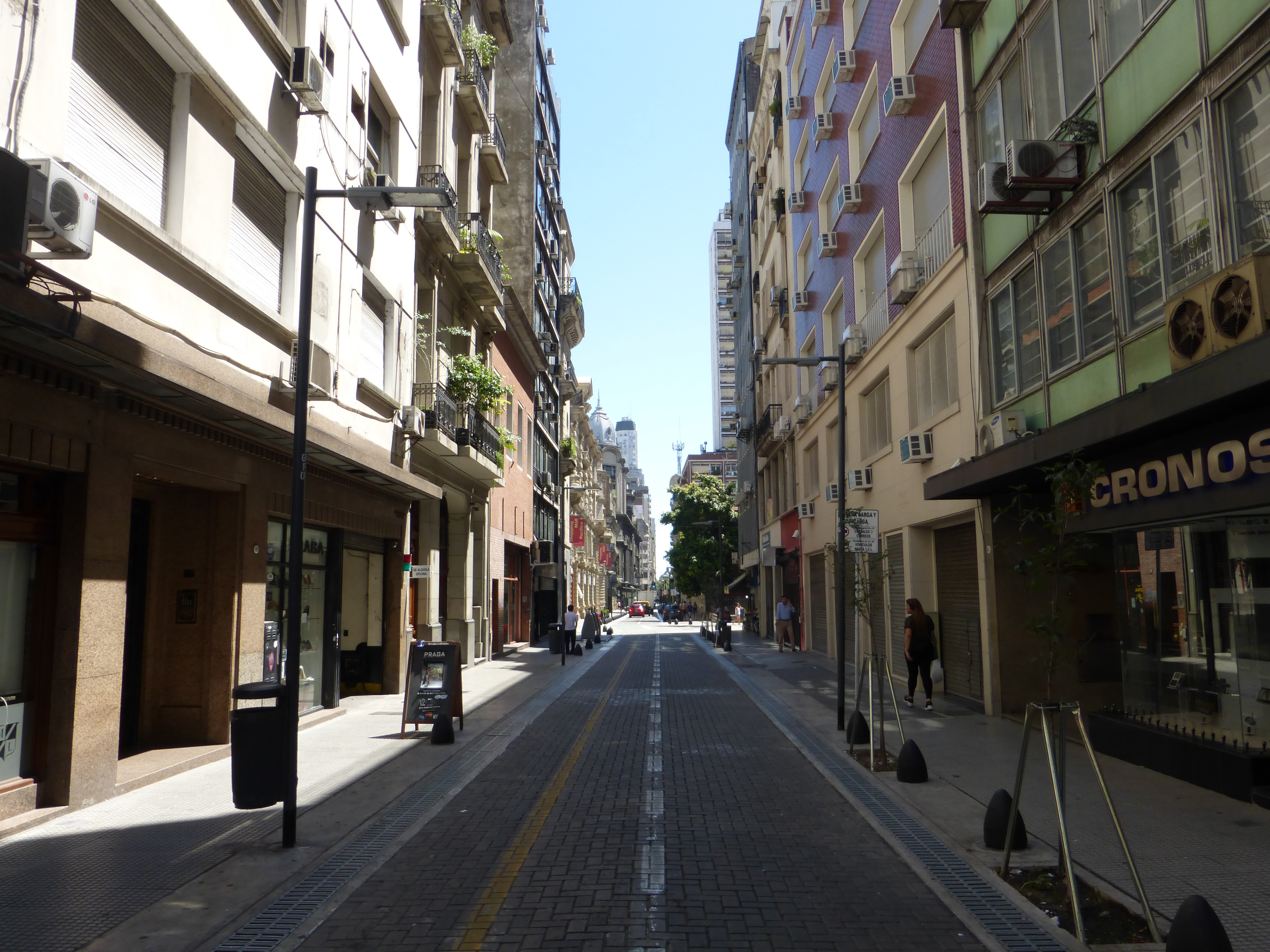
San Martín entre Tucumán y Viamonte.
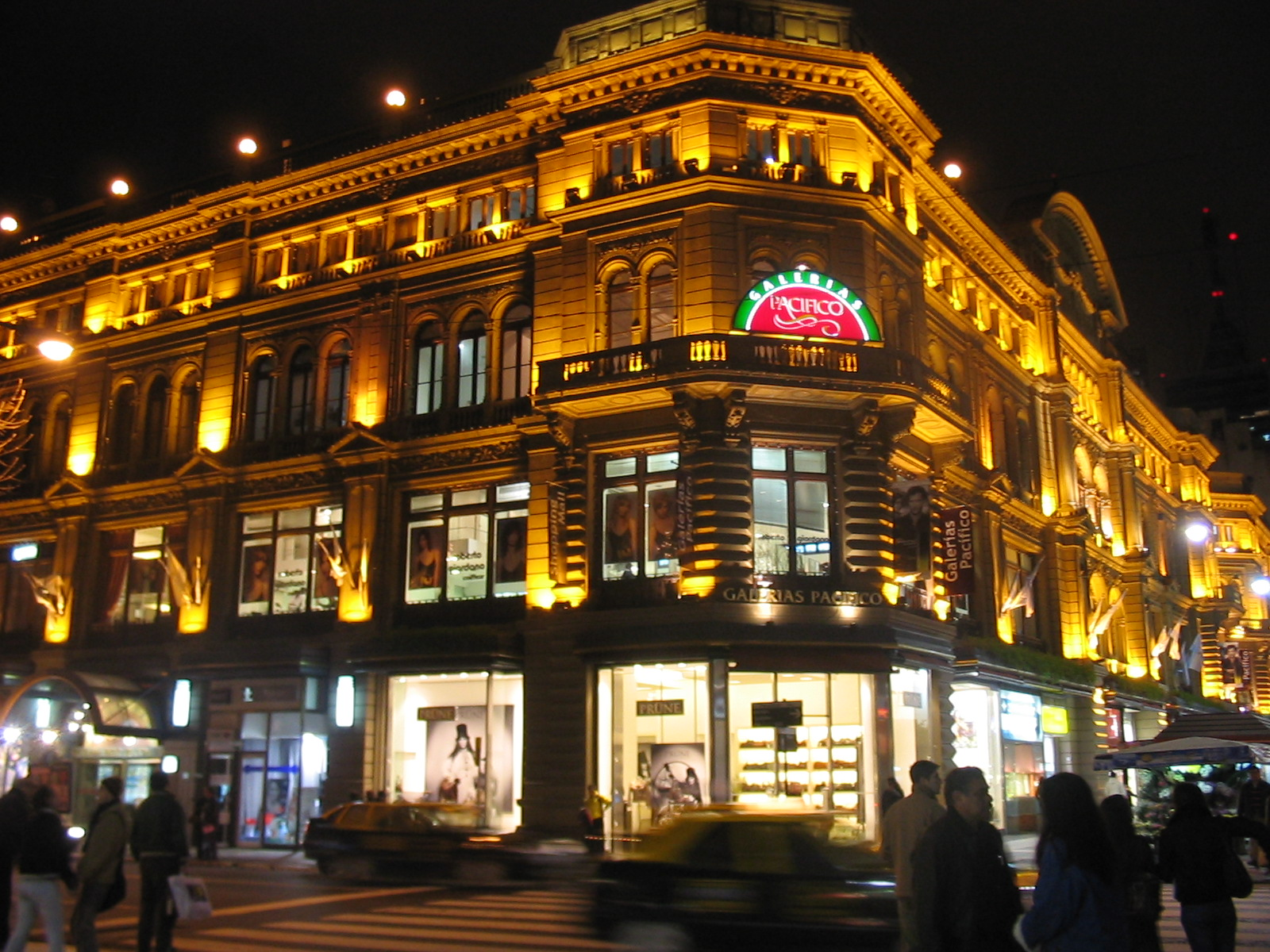
Galería Pacífico.
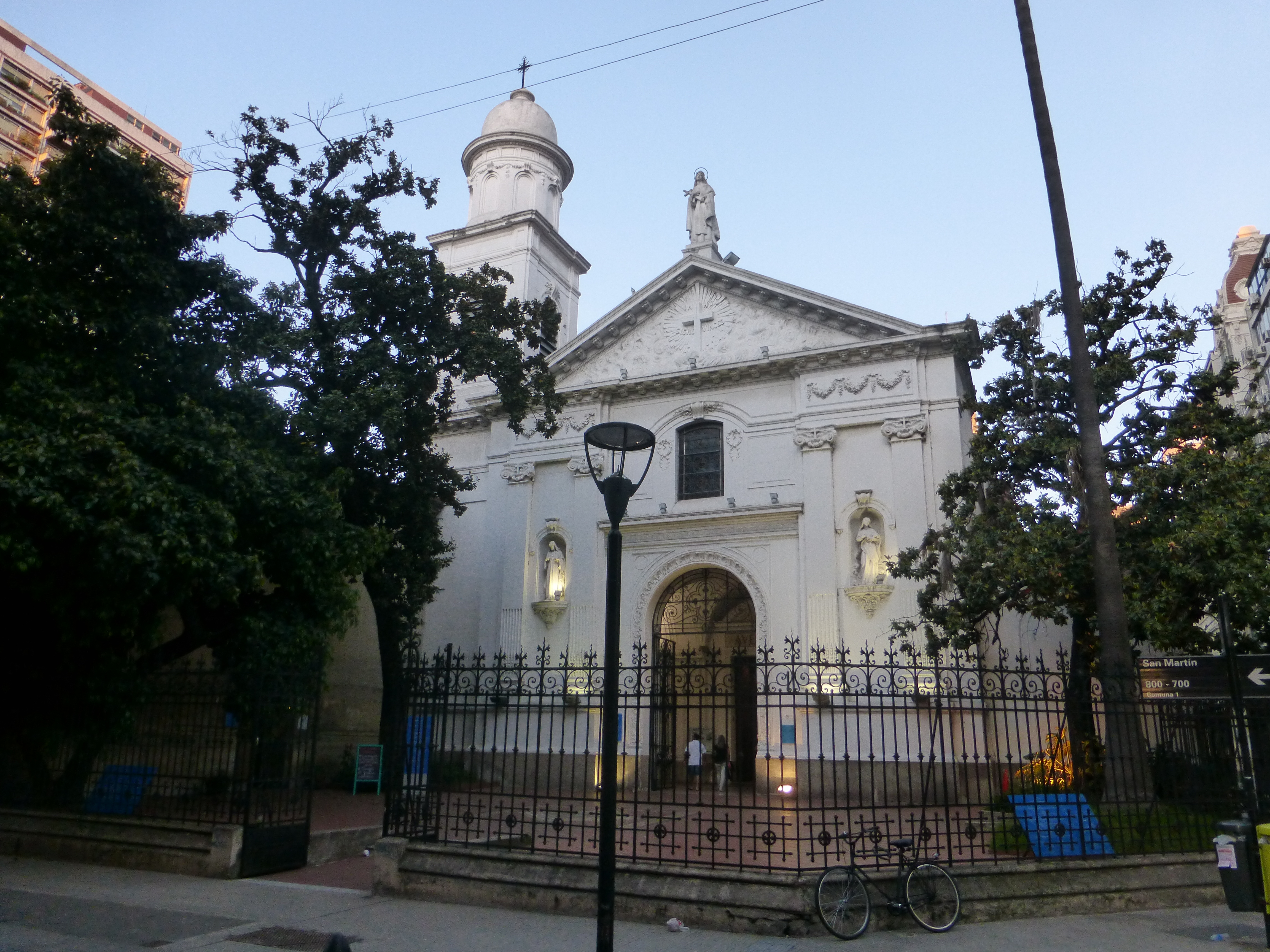
Iglesia de Santa Catalina de Siena.
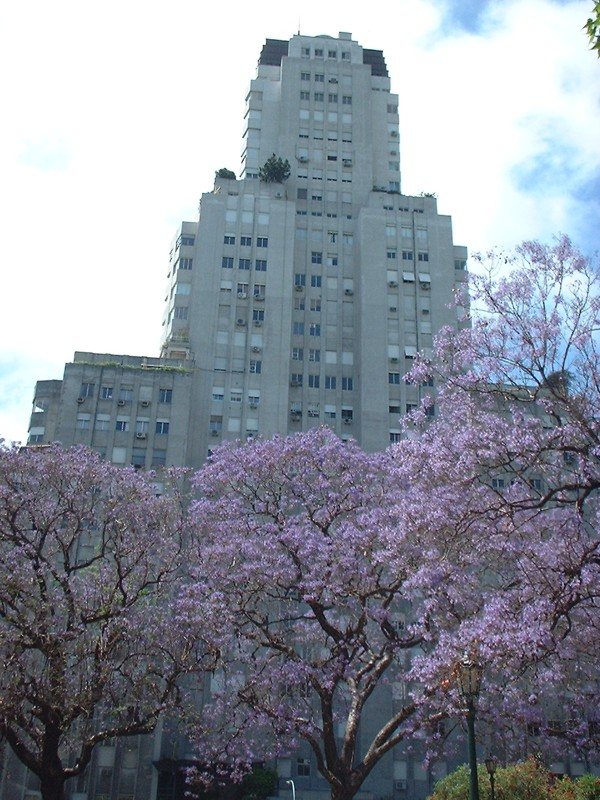
Edificio Kavanagh.
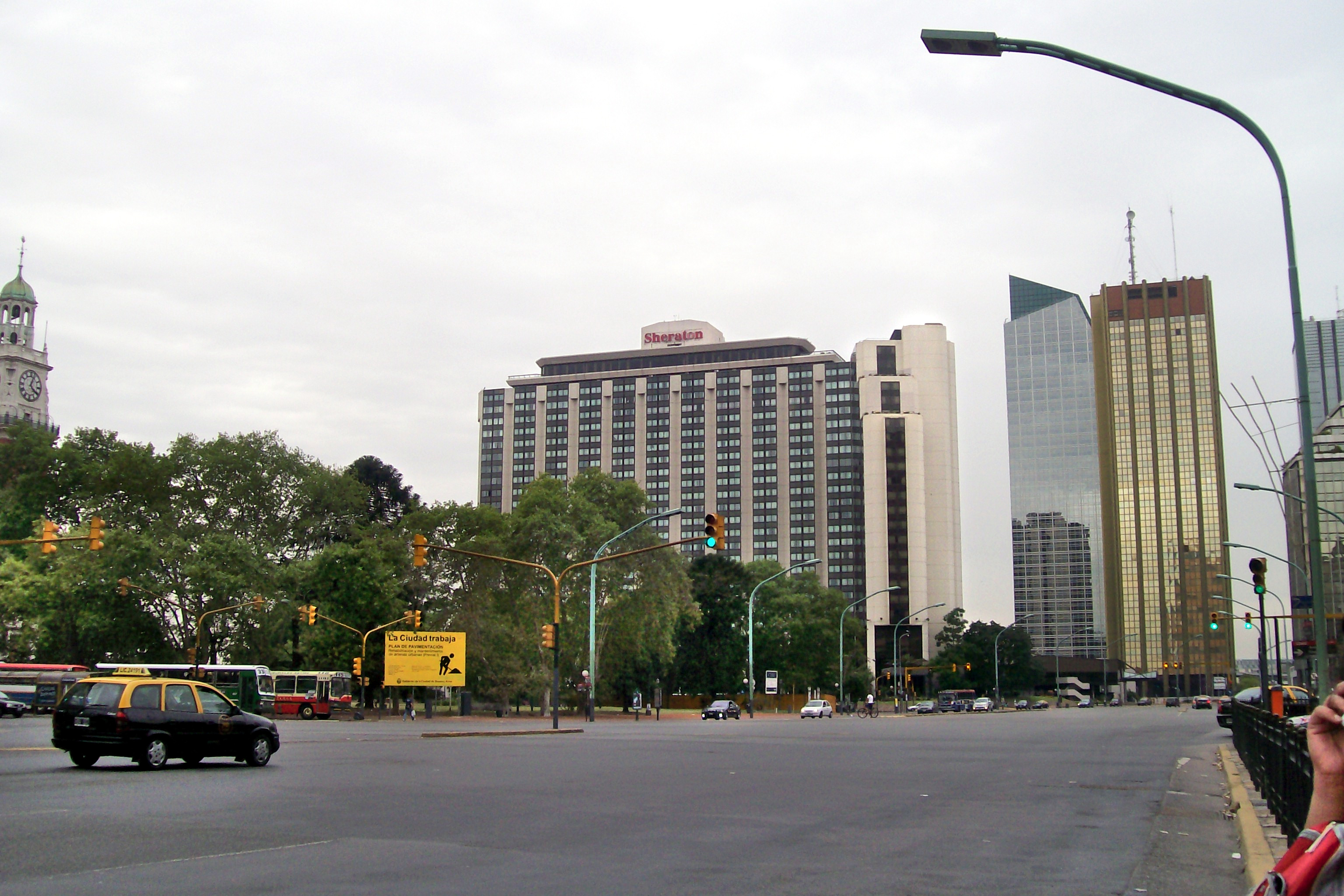
Sheraton Hotel y Catalinas Norte.